# 3e régiment d'infanterie du Colorado
Le 3e régiment d'infanterie du Colorado était un régiment d'infanterie de l'État du Colorado pendant la guerre de Sécession. En octobre 1863, le 3e régiment d'infanterie du Colorado est regroupé avec le 2e régiment d'infanterie du Colorado et la formation qui en découle est renommée 2e régiment de cavalerie du Colorado,

## Création
À l'automne 1862, le gouverneur John Evans commença à organiser le 3e régiment d'infanterie du Colorado,. À partir de septembre, des compagnies sont rassemblées sous la direction du premier commandant du régiment, le colonel William Larimer, et de son adjoint, le colonel Samuel S. Curtis. Le régiment était alors en garnison à Camp Weld pour son instruction. Au cours de la formation du régiment, il était entendu que le commandement du colonel Larimer était temporaire, car le commandement du régiment était destiné à James H. Ford, qui servait au 2e régiment d'infanterie du Colorado. Cependant, il y avait une concurrence féroce entre les unités pour recruter dans le territoire du Colorado et le colonel Larimer ne put créer que cinq compagnies et une partie de la sixième. En décembre, le colonel Larimer démissionna de son poste.

## Opérations
Le 5 mars 1863, le 3e régiment d'infanterie du Colorado quitte le camp Weld et se dirige vers Fort Leavenworth, au Kansas.

## Voir également
- Liste des unités militaires du Colorado pendant la guerre de Sécession